# Klara Hammarström
Klara Lovisa Hammarström, född 20 april 2000 i Lidingö församling, Stockholms län, är en svensk artist, TV-profil och tidigare tävlingsryttare. Hon har bland annat deltagit fyra gånger i Melodifestivalen.

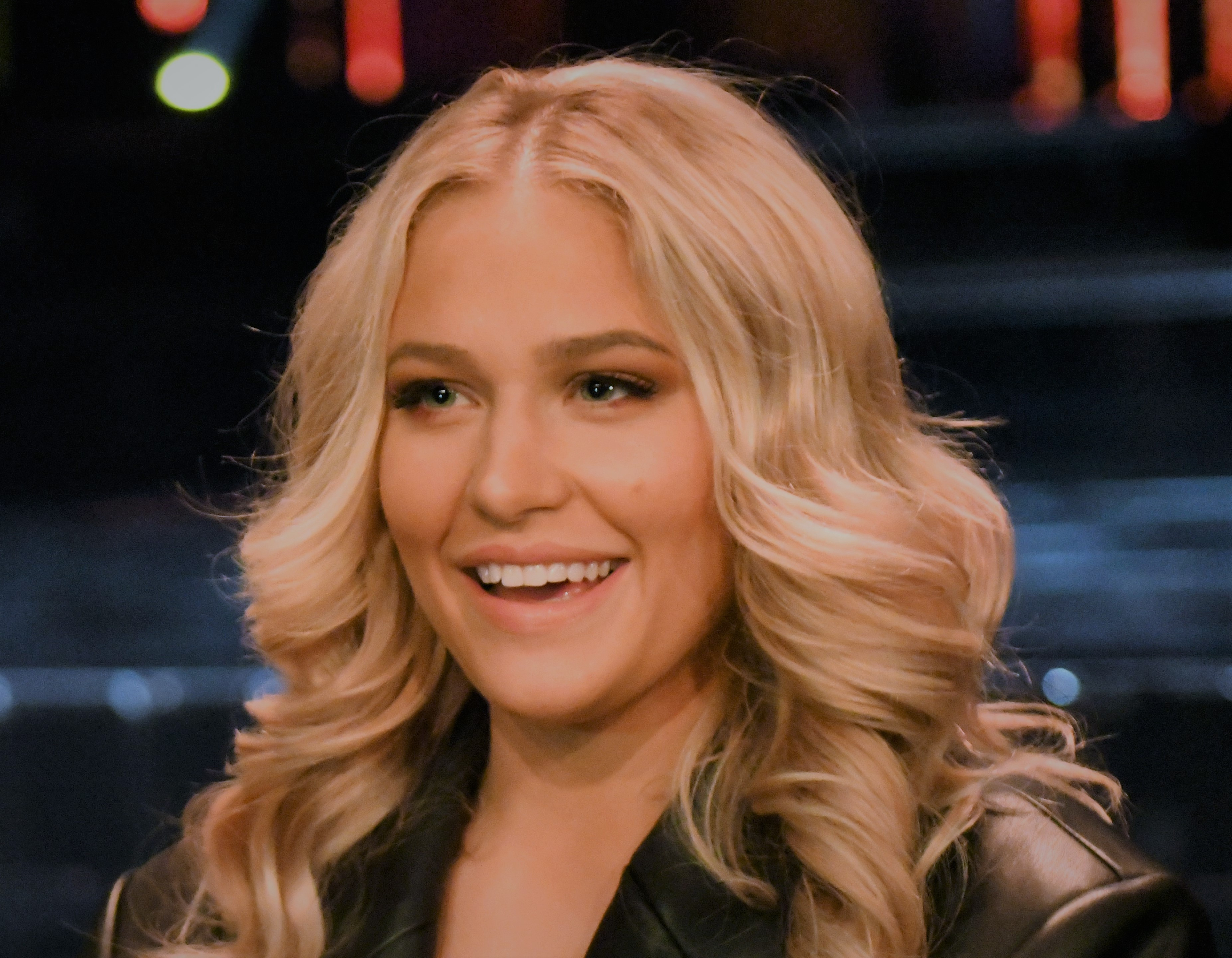
Klara Hammarström 2020.

## Biografi
Hammarström växte upp i Delsbo i Hälsingland. Hon är tvillingsyster till Selma Hammarström och har ytterligare elva syskon. I familjen har man oftast sysslat med hästar och hästsport, och hennes yngre bror Ingmar rider i svenska landslaget. Klara Hammarström har skiljt ut sig från de andra i familjen genom istället välja att satsa på en musikkarriär.
I slutet av 2010-talet flyttade familjen till skånska Ljunghusen. Hösten 2020 flyttade Hammarström hemifrån, till Södermalm i Stockholm. Klara Hammarström har synts i SVT-serien Familjen Hammarström, där man får följa henne och hennes familj.
Den 28 juni 2019 släppte hon låten "Break Up Song", och 13 september samma år släpptes "You Should Know Me Better". I maj 2020 samarbetade hon om sången "The One" med Mohombi.
I den tredje säsongen av Masked Singer Sverige deltog Hammarström som karaktären "Karamellen" och gick där hela vägen till final. I finalen tävlade hon mot "Den magiska boken" och "Maneten" som hon vann över och därmed också vann hela tävlingen.
Klara Hammarström medverkande vid Vasaloppet 2024 som så kallad åkande reporter.

### Melodifestivalen
Hammarström deltog i Melodifestivalen 2020 med låten "Nobody" i den andra deltävlingen i Göteborg den 8 februari 2020. I Melodifestivalen 2021 ställde hon upp med låten "Beat of Broken Hearts" som via den tredje deltävlingen den 20 februari 2021 och Andra chansen därefter tog sig till slutfinalen.
Hon deltog i den fjärde deltävlingen av Melodifestivalen 2022 med låten "Run to the Hills", där hon kvalificerade sig direkt till final. I finalen slutade bidraget på en sjätte plats.
Hon tävlade för fjärde gången i Melodifestivalen 2025 med låten "On and On and On" som hon skrivit tillsammans med  Jimmy Jansson, Peter Boström, Dino Medanhodzic, Thomas G:son, Moa Carlebecker. Bidraget gick till final från den andra deltävlingen och slutade på en fjärde plats i finalen.